# Canon EOS 300D

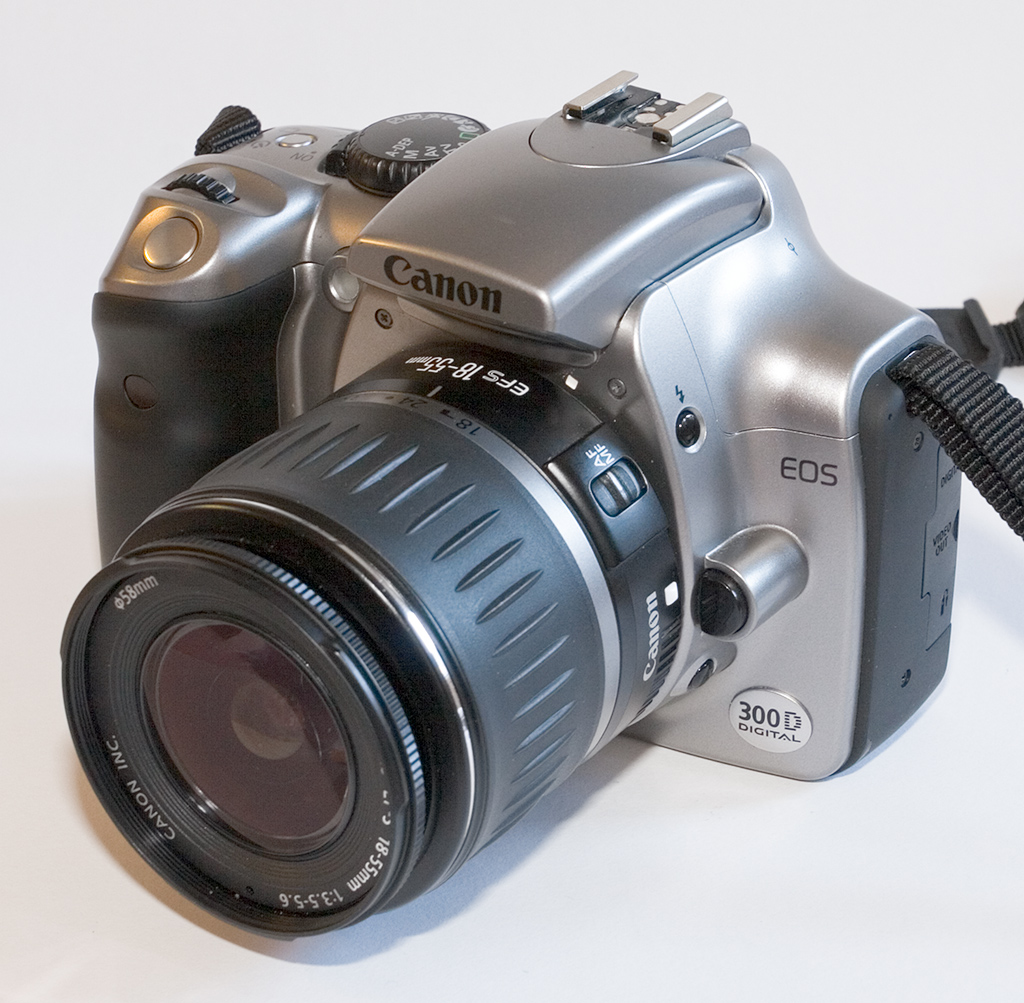
EOS 300D

Canon EOS 300D – cyfrowa lustrzanka jednoobiektywowa, produkowana przez japońską firmę Canon. W Stanach Zjednoczonych występował jako EOS Digital Rebel, natomiast w Japonii występował pod nazwą EOS Kiss Digital. Aparat wszedł na rynek 20 sierpnia 2003. Należy do systemu Canon EOS. Pasują do niego wszystkie obiektywy z tego systemu, zarówno EF jak i EF-S. Następcą modelu jest Canon EOS 350D. Jako źródło zasilania używany jest akumulator litowo-jonowy (Cannon Battery Pack BP-511 7,4V 1100mAh) dostępny w zestawie, opcjonalnie Cannon Battery Grip (BG-E1 - 2x BP-511).